# Alajuela (cantão)
Alajuela é um cantão da Costa Rica localizado na província de Alajuela. Sua capital é a cidade de Alajuela.